# Französische Rugby-Union-Meisterschaft 1911/12
Die Saison 1911/12 war die 21. Austragung der französischen Rugby-Union-Meisterschaft (französisch Championnat de France de rugby à XV). Sie umfasste 16 Mannschaften in der ersten Division (heutige Top 14).
Nach einer Vorrunde spielten die besten Mannschaften in K.-o.-Runden gegeneinander. Im Endspiel, das am 31. März 1912 im Stade des Ponts-Jumeaux in Toulouse stattfand, trafen die beiden Halbfinalsieger aufeinander und spielten um den Bouclier de Brennus. Dabei setzte sich Stade Toulousain gegen den Racing Club de France durch und errang zum ersten Mal den Meistertitel.

## Vorrunde
Die Detailergebnisse sind nicht bekannt.

## Viertelfinale

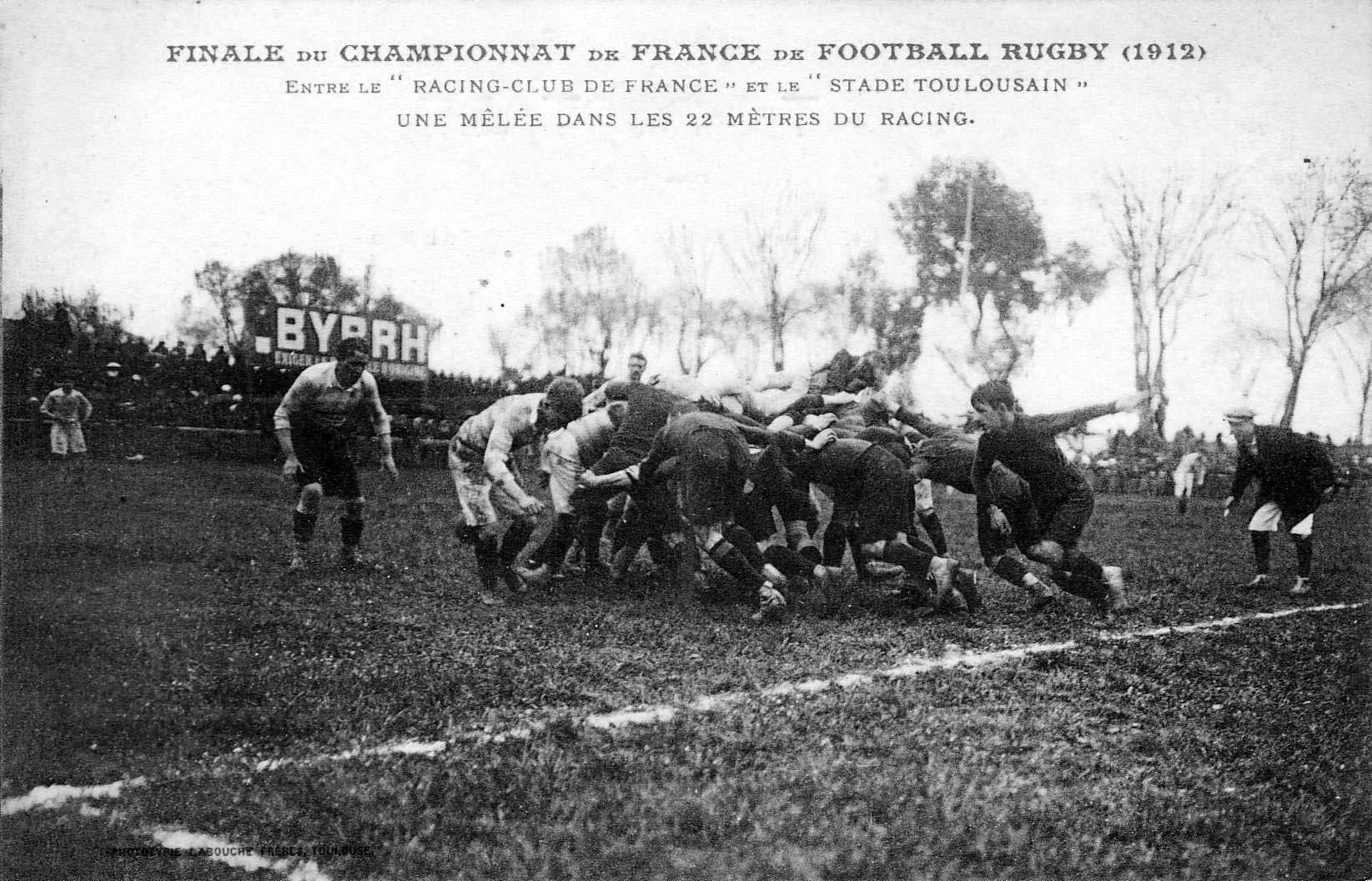
Spielszene im Meisterschaftsfinale

| Datum        | Begegnung                            | Ergebnis |
| ------------ | ------------------------------------ | -------- |
| 3. Mär. 1912 | FC Lyon – FC Grenoble                | 13:0     |
| 3. Mär. 1912 | Stade Toulousain – Aviron Bayonnais  | 03:0     |
| 3. Mär. 1912 | Racing Club de France – RC Compiègne | 23:0     |
| 3. Mär. 1912 | Stade Bordelais – Stade Nantais      | 05:3     |

## Halbfinale
| Datum        | Begegnung                               | Ergebnis |
| ------------ | --------------------------------------- | -------- |
| 17. Mär 1912 | FC Lyon – Stade Toulousain              | 5:13     |
| 17. Mär 1912 | Racing Club de France – Stade Bordelais | 8:04     |

## Finale
| 31. März 1912 | Stade Toulousain                                 | 8 : 6         | Racing Club de France | Stade des Ponts-Jumeaux, Toulouse Zuschauer: 15.000 Schiedsrichter: Marc Giacardy |
| 31. März 1912 | Versuche: Mayssonnié Jauréguy Erhöhungen: Dutour | (0:6) Bericht | Versuche: André (2)   | Stade des Ponts-Jumeaux, Toulouse Zuschauer: 15.000 Schiedsrichter: Marc Giacardy |

Aufstellungen
Stade Toulousain: Bergé, Jean-Louis Capmau, François-Xavier Dutour, Jean Falc, Marie-Joseph de Fozières, Pierre Jauréguy, Louis Mariette, Alfred Mayssonnié, André Moulines, Pierre Mounicq, Lucien Mourra, Jean-René Pascarel, Joseph-Humbert Servat, Philippe Struxiano, Clovis Tavernier
Racing Club de France: Géo André, G. Bellanger, Marcel Burgun, Amédée Combemale, Paul Descamps, Pierre Failliot, Rowland Griffiths, Pierre Guillemin, Jequier, Jean Lagarrigue, Gaston Lane, Roger Lerou, Marcel Monniot, Jacques Tonsèque, Henri Vives